# 国連ピース・メッセンジャー
国連ピース・メッセンジャー（英語: United Nations Messengers of Peace）は国連の活動をアピールするために選出された平和大使である。通常、芸術、スポーツ、文学など各分野で活躍する著名人から選出される。
任期は3年であるが、再任可能であり、2017年現在の国連ピース・メッセンジャーのうち、マイケル・ダグラス、ジェーン・グドール、ヨーヨー・マが10年以上就任している。

## 現在の国連ピース・メッセンジャー
- ハヤー・ビント・アル＝フセイン - 2007年に就任
- ダニエル・バレンボイム - 2007年に就任
- パウロ・コエーリョ - 2007年に就任
- レオナルド・ディカプリオ - 2014年に就任
- ジェーン・グドール - 2002年に就任
- ラン・ラン - 2013年に就任
- ヨーヨー・マ - 2006年に就任
- マイケル・ダグラス - 1998年に就任
- エドワード・ノートン - 2010年に就任
- シャーリーズ・セロン - 2008年に就任
- スティーヴィー・ワンダー - 2009年に就任
- 五嶋みどり - 2007年に就任
- マララ・ユスフザイ - 2017年に就任[2]

## 過去の国連ピース・メッセンジャー
- モハメド・アリ - 1998年に就任
- ビジャイ・アムリトラジ - 2001年に就任
- アンナ・カタルディ（英語版） - 1998年に就任
- ジョージ・クルーニー - 2008年に就任[3]
- ワンガリ・マータイ - 2009年に就任
- エンリコ・マシアス - 1997年に就任
- ウィントン・マルサリス - 2001年に就任
- ルチアーノ・パヴァロッティ - 1998年に就任
- エリ・ヴィーゼル - 1998年に就任
- ファクンド・カブラル - 1996年に就任